# 세척탑
세척탑(洗滌塔)은 흡착 또는 화학반응에 의해 기체 속의 오염물을 분무상의 액체를 이용해 포집하는 장치로 대기오염을 막는 데 쓰인다.